# National Soccer League 1998-99
La National Soccer League 1998-99 fue el vigésimo tercero campeonato de la National Soccer League, la liga de fútbol profesional en Australia. Estuvo organizada por la Federación de Fútbol de Australia (FFA). Este campeonato estuvo integrado por 15 clubes.
Durante la temporada regular, los clubes disputaron 28 partidos, siendo el Sydney United el que más puntos acumuló, con un total de 58, seguido por el South Melbourne con 57. Los seis primeros equipos con mejores puntajes clasificaron a una fase eliminatoria, para definir a los dos finalistas del certamen. En esta edición, South Melbourne y el Sydney United fueron los dos clubes que llegaron a la final.
El partido de la final se jugó a las 15:15 hora de Australia, en el Olympic Park Stadium de la ciudad de Melbourne, ante 15 194 espectadores; fue arbitrado por Simon Michallef. El partido finalizó 3-2 a favor del South Melbourne, con goles de Trimboli al minuto 53 y Anastasiadis en el 63 y 87; en el equipo adversario descontó descontó Sterjovski y Townsend. De esta manera el South Melbourne ganó el campeonato, el cuarto en toda la historia del club, después de haberlo ganado en las ediciones de 1984, 1990-91 y 1997-98.
Pablo Cardozo del Sydney Olympic fue el goleador del torneo con 18 tantos.

## Equipos participantes
| - Marconi Stallions, estadio Marconi. - Wollongong Wolves, WIN Stadium. - Adelaide City FC, Hindmarsh Stadium. - Gippsland Falcons, Mobil Park, Morwell. - Sydney Olympic FC, Belmore Sports Ground. - Brisbane Strikers FC, Perry Park. - Carlton SC, Princes Park. - Northern Spirit FC, North Sydney Oval. | - Canberra Cosmos, Canberra Stadium. - South Melbourne FC, Lakeside Stadium. - Melbourne Knights, Knights Stadium. - Newcastle Breakers, Breakers Stadium. - Perth Glory FC, nib Stadium. - Sydney United, Sydney United Sports Centre. - West Adelaide SC, Adelaide Shores Football Centre. |

## Clasificación
| Posición              | Equipo             | PJ | PG | PE | PP | GF | GC | GD  | Puntos |
| --------------------- | ------------------ | -- | -- | -- | -- | -- | -- | --- | ------ |
| 1                     | Sydney United      | 28 | 18 | 4  | 6  | 53 | 33 | +20 | 58     |
| 2                     | South Melbourne FC | 28 | 17 | 6  | 5  | 50 | 26 | +24 | 57     |
| 3                     | Perth Glory        | 28 | 16 | 5  | 7  | 62 | 37 | +25 | 53     |
| 4                     | Marconi Stallions  | 28 | 15 | 3  | 10 | 53 | 47 | +6  | 48     |
| 5                     | Northern Spirit    | 28 | 14 | 4  | 10 | 36 | 35 | +1  | 46     |
| 6                     | Adelaide City      | 28 | 13 | 6  | 9  | 39 | 26 | +13 | 45     |
| 7                     | Sydney Olympic     | 28 | 12 | 7  | 9  | 46 | 36 | +10 | 43     |
| 8                     | Newcastle Breakers | 28 | 11 | 7  | 10 | 29 | 33 | -4  | 40     |
| 9                     | Brisbane Strikers  | 28 | 11 | 6  | 11 | 41 | 47 | -6  | 39     |
| 10                    | Wollongong Wolves  | 28 | 8  | 8  | 12 | 45 | 52 | -7  | 32     |
| 11                    | Carlton S.C.       | 28 | 9  | 4  | 15 | 47 | 47 | 0   | 31     |
| 12                    | Melbourne Knights  | 28 | 8  | 5  | 15 | 32 | 43 | -11 | 29     |
| 13                    | West Adelaide      | 28 | 7  | 6  | 15 | 36 | 46 | -10 | 27     |
| 14                    | Gippsland Falcons  | 28 | 5  | 10 | 13 | 17 | 44 | -27 | 25     |
| 15                    | Canberra Cosmos    | 28 | 4  | 3  | 21 | 21 | 55 | -34 | 15     |
| Estadísticas finales. |                    |    |    |    |    |    |    |     |        |

| Nota: | A diferencia de otros torneos, cada victoria equivale a 3 puntos. |
|       |                                                                   |
|       | Clubes clasificados a una ronda eliminatoria.                     |
|       | Equipo clasificado al Campeonato de Clubes de Oceanía 1999.       |

## Finales

### Eliminatorias finales
- Northern Spirit 0-0 : 1-2 Marconi Stallions[6]
- Adelaide City 0-0 : 1-2 Perth Glory[7]

### Semifinales
- South Melbourne 2-1 : 0-0 Sydney United[8]
- Perth Glory 1-0 Marconi Stallions[7]

### Final preliminar
- Sydney United 2-1 Perth Glory[9]

### Gran final
| 30 de mayo de 1999 15:15 AEST | South Melbourne                     | 3-2     | Sydney United                | Olympic Park Stadium, Melbourne                             |                                                             |
|                               | Trimboli 53' - Anastasiadis 63, 87' | Reporte | Sterjovski 8' - Townsend 90' | Asistencia: 15 194 espectadores Árbitro(s): Simon Michallef | Asistencia: 15 194 espectadores Árbitro(s): Simon Michallef |

## Tabla de goleadores
| Jugador                        | Equipo            | Goles |
| ------------------------------ | ----------------- | ----- |
| Pablo Cardozo                  | Sydney Olympic    | 18    |
| Mile Sterjovski                | Sydney United     | 16    |
| Brad Maloney                   | Marconi-Fairfield | 16    |
| Damian Mori                    | Adelaide City     | 14    |
| Vaughan Coveny                 | South Melbourne   | 13    |
| Alex Moreira                   | Carlton           | 12    |
| Michael Curcija                | South Melbourne   | 11    |
| Con Boutsianis                 | Perth Glory       | 11    |
| John Markovski                 | Perth Glory       | 11    |
| Francis Awaritefe              | Marconi-Fairfield | 11    |
| Ivan Kelic                     | Melbourne Knights | 10    |
| Slobodan Despotovski           | Perth Glory       | 9     |
| Peter Buljan                   | Canberra Cosmos   | 9     |
| Estadísticas finales de goleo. |                   |       |

## Premios
- Jugador del año: Brad Maloney (Marconi-Fairfield).[10]
- Jugador del año categoría sub-21: Mile Sterjovski (Sydney United).[10]
- Goleador del torneo: Mile Sterjovski (Sydney United 18 goles) y Pablo Cardozo (Sydney Olympic - 18 goles).[10]
- Director técnico del año: David Mitchell (Sydney United).[10]